# Longview (Alberta)
Longview es un pueblo canadiense situado en la provincia de Alberta.

## Superficie
Longview tiene una superficie de 1,1 km².

## Demografía
En 2021, tenía 297 habitantes, una densidad poblacional de 269,6 hab./km², y 147 viviendas.